# Saint-Jacques-des-Blats
Saint-Jacques-des-Blats è un comune francese di 330 abitanti situato nel dipartimento del Cantal nella regione dell'Alvernia-Rodano-Alpi.

## Società

### Evoluzione demografica
Abitanti censiti